# Edward Vaughan Bevan
Edward Vaughan Bevan   (Chesterton, 3 de novembre de 1907 - Cambridge, 22 de febrer de 1988) fou un remer anglès que va competir durant la dècada de 1920.
Estudià a Bedford School, on jugà a rugbi a XV i al Trinity College de la Universitat de Cambridge, on remà pel First Trinity Boat Club. Formant equip amb Michael Warriner, Richard Beesly i John Lander va prendre part en els Jocs Olímpics d'Amsterdam de 1928, on guanyà la medalla d'or en la prova del quatre sense timoner del programa de rem.
Després de la universitat va mantenir el seu vincle amb el rem, sent tresorer del Cambridge University Boat Club durant molts anys, participant activament en l'entrenament de la tripulació i sent el president del Rob Roy Boat Club entre 1946 i 1980.